# Guelfo della Gherardesca
Guelfo della Gherardesca (XIII secolo – San Leonardo de Siete Fuentes, 19 ottobre 1295) è stato un militare italiano, figlio primogenito del conte Ugolino della Gherardesca.

## Biografia

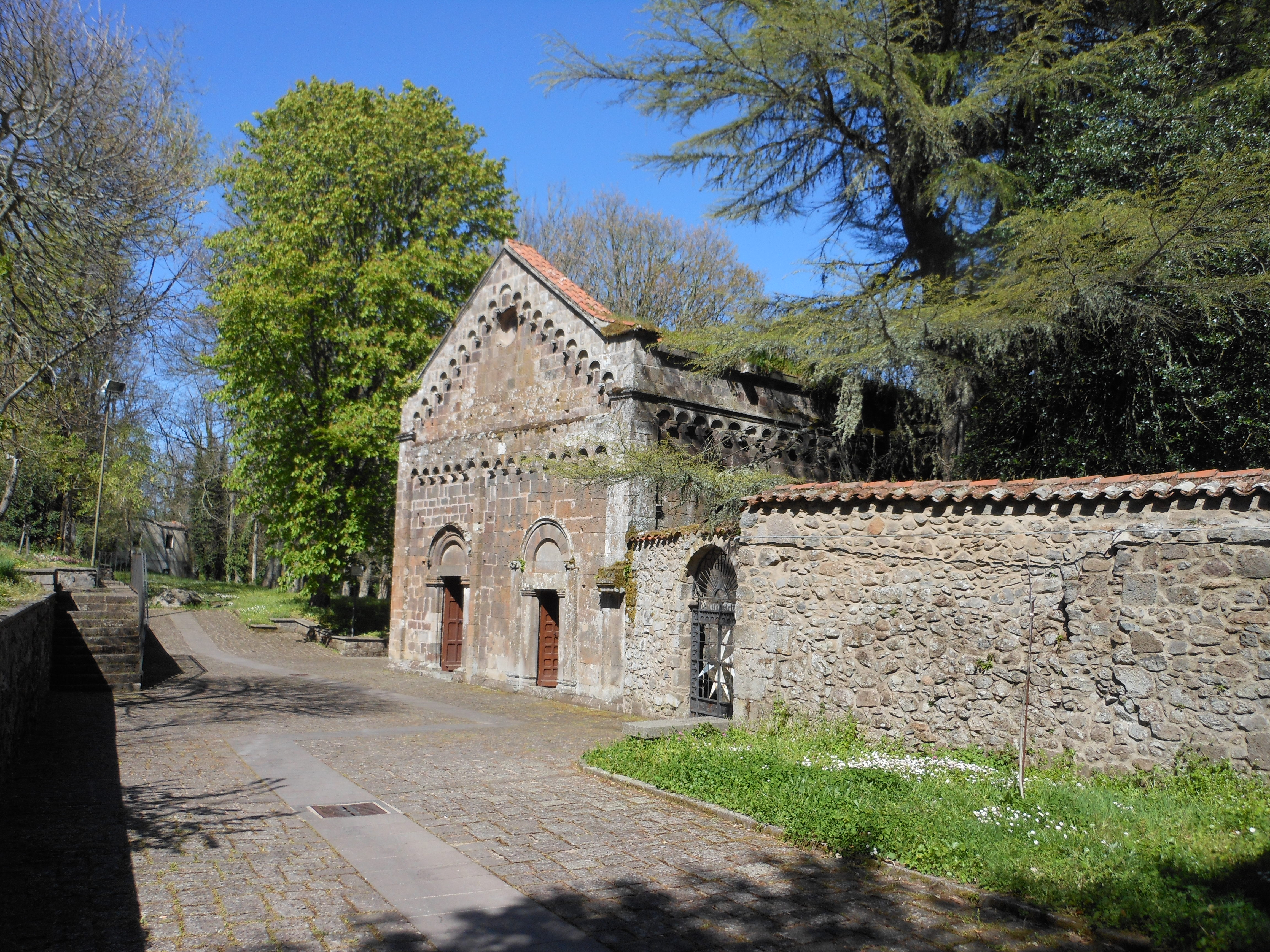
Siete Fuentes, l'ospedale in cui trovò la morte

Viene citato per la prima volta nei documenti nell'anno 1270, quando assieme al fratello Lotto e ad altre famiglie pisane ostacolò la presa al potere a Pisa della famiglia Visconti.
In un periodo anteriore al 1272 sposò Elena, una figlia del re Enzo di Sardegna. Da lei ebbe almeno quattro figli: una femmina, andata in sposa a Mariano II di Arborea, e tre maschi di cui conosciamo i nomi: Enrico, Iacopo detto "Lapo", e Ugolino detto "Nino".
Successivamente, nel 1275, Guelfo, assieme al padre Ugolino e a Lotto, abbandonò Pisa e si unì ai guelfi, in guerra contro la città toscana, riportando un'importante vittoria a Bolgheri. A seguito della pace di Rinonico si ristabilì a Pisa nel 1276.
Le fonti indicano che Guelfo a partire dal 1284 si era trasferito in Sardegna, a Villa di Chiesa nel Cixerri dove i Della Gherardesca avevano importanti possedimenti. Nel 1288 governava Castel di Castro ma a causa della rivolta che pose fine alla signoria di suo padre Ugolino a Pisa decise di stabilirsi nel più sicuro Castello di Acquafredda, presso Siliqua. In questo tumultuoso periodo Guelfo perse due dei suoi figli: Enrico, morto a Pisa durante la sommossa, e Ugolino, meglio noto come Nino il Brigata, che venne imprigionato assieme al nonno nella famigerata Torre della Muda. Ai due va forse aggiunto anche Anselmo della Gherardesca, citato nella Divina commedia da Dante Alighieri, morto anch'egli nella Torre della Muda e secondo alcune fonti figlio di Guelfo o in alternativa del fratello Lotto.
Guelfo, oramai in guerra con Pisa, cercò alleanze con la lega guelfa e con Genova. Si impadronì poi con la forza dei territori confinanti con il Cixerri (ossia le ex-curatorie giudicali del Sulcis, di Nora e Decimo), appartenenti a Bonifazio e Ranieri Della Gherardesca, occupando il castello di Gioiosa Guardia presso Villamassargia. La risposta di Pisa non si fece attendere e nel 1295 le truppe della repubblica guidate dallo zio avversario Ranieri Della Gherardesca e da Lupo Villani e coadiuvate dalle forze di Mariano II di Arborea, che era anche suo genero, in quanto aveva sposato una delle sue figlie, assalirono Villa di Chiesa e la espugnarono.
Guelfo venne ferito da una "verga sardesca" nei pressi di Domusnovas e, poco dopo tentò la fuga verso Sassari con l'intenzione di raggiungere la Toscana ma morì a causa di un'infezione nell'ospedale di Siete Fuentes, località nei pressi di Santu Lussurgiu. Secondo Emilio Cristiani (uno storico pisano) e Francesco Cesare Casula (storico sardo) potrebbe essere stato fatto uccidere intenzionalmente dai medici di San Leonardo de Siete Fuentes per ordine del Re giudicale Mariano II con lo scopo di impossessarsi della zona mineraria del Cixerri.